# جولین (آلبوم)
 «جولین» آلبومی از دالی پارتن است که در سال ۱۹۷۴ میلادی منتشر شد.